# 명탐정 코난
《명탐정 코난》(일본어: 名探偵コナン めいたんていコナン[*], 중국어: 名偵探柯南)은 아오야마 고쇼가 그린 일본의 미스터리 서스펜스 느와르 만화로, 검은 조직이 제조한 약물에 의해 어린아이가 되어버린 고등학생 명탐정 쿠도 신이치가 모두의 안전을 위해 '에도가와 코난'이라는 가명을 사용하여 검은 조직의 실체를 파헤치고 아가사 히로시 박사가 만들어준 도구들을 이용해 어려운 추리를 못 하는 모리 코고로 탐정을 대신해 어려운 사건을 해결하는 이야기를 그리고 있다.

## 국가별 차이
일본
1994년부터 현재까지 일본의 쇼가쿠칸에서 발행하는 《주간 소년 선데이》에 연재 중이다. 애니메이션은 1996년 1월부터 요미우리 TV와 TMS에서 제작하여 NNS의 26개 지역 민방 네트워크(STV, MMT, NTV, CTV, ytv, HTV, FBS, KKT, KYT 등)를 통해 일제히 송출되고 있다.
대한민국
서울문화사에서 단행본을 번역하여 발간하고 있으며, 애니메이션은(구) KBS 영상사업단(현 KBS 미디어)에서 수입하고 더빙 제작하여 2000년 1월 10일 KBS 2TV에서 '12세 이상 시청가'로 방영하였으나, 사회적 질서를 위협하는 폭력성 시비 문제로, 조기 종영된 이후에,, 케이블 및 위성방송, IPTV 채널인 투니버스에서 2004년 5월부터 방송을 이어가고 있다.
CJ ENM(구) 온미디어의 어린이 채널인 투니버스에서는 KBS 방영분을 재방영하다 ㈜에스에스애니멘트에서 이후 재수입을 하여 투니버스에서 더빙 제작 후 독점 방영 했었다. 2013년 1월 1일부터 애니맥스에서 KBS 방영분을 재더빙하여 무삭제로 방영하였다. 그리고 현재 투니버스에서 21기를 방영 중이다.

## 개요
연재 초기에는 미래소년 코난과의 혼동을 우려하여 편집자 측이 주인공의 이름을 바꿀 것을 권유하기도 하였다고 하나, 현재는 미래소년 코난의 지명도를 뛰어넘는 인기를 누리고 있다. 한국어판의 경우, 서울문화사에서 출판하고 있으며 번역 과정에서 오역 및 오타가 나오는 경우가 종종 발생하고 있다.
한편 단행본의 인기에 힘입어 애니메이션으로도 만들어져 1996년 1월 8일부터 닛폰TV 네트워크 협의회 가맹 방송국인 NTV, CTV, ytv, HTV, FBS 등에서 방송 중이다. 대한민국에서는 2000년 1월 10일 KBS 2TV를 통해 방영이 시작되었는데, 당시 폭력성 시비 문제 등 학부모들의 항의로 2000년 11월 13일 78번째 에피소드로 '명탐정의 첫 사랑'편을 방송한 후 종영하였다. 이후 2004년 5월부터 투니버스가 후속 에피소드를 수입하기 시작하여 2010년까지 매년 5월 52개 가량의 에피소드가 방송되다가 2011년부터는 매년 6~9개 가량의 에피소드를 줄여가며 방영하고 있으며 2015년 7월 현재 745화까지, 2017년 5월 현재 783화까지, 그리고 2017년 12월 현재 825화까지 방영되었다. 한편 일본에선 2018년 12월 현재 926화까지 최장수 애니메이션으로 방영하고 있다. 현재는 1000화가 넘은 상태이다.

## 줄거리
유명한 고등학생 탐정인 쿠도 신이치(工藤 新一)는 소꿉친구이자 같은 반 친구(현 여자친구)인 모리 란(毛利 蘭)이 가라테 대회에서 우승하면 란과 유원지인 트로피컬 랜드에 같이 가겠다는 약속을 한다. 결국 란은 가라테 대회에서 우승하게 되고 함께 트로피컬 랜드에 가게 된다. 둘은 함께 제트코스터를 타게 되고 도중 살인 사건이 일어나게 된다. 신이치는 또 살인 사건을 해결하고 돌아가던 도중에, 사건 당시에 사건 장소에서 마주쳤던 검은 조직들 중 한 명이 수상한 행동을 하고 있는 것을 발견한다. 신이치는 란에게 먼저 집에 가라고 한 후 검은 조직들을 쫓는다. 수상한 거래 현장을 목격한 쿠도 신이치는 그 현장에 정신이 팔린 채로 있다가 다른 그 중 한 명인 진에게 머리를 맞은 후 검은 조직들에 의해 조직에서 새로 개발한 독약인 APTX 4869를 먹게 되고, 그 약의 부작용으로 쿠도 신이치는 몸에 이상을 일으켜 7살(한국나이 8살)의 어린 아이가 되어 버린다.
꼬마가 되어 버린 쿠도 신이치는 아가사 박사의 도움으로 자신의 정체를 숨기기로 하며, 이름이 뭐냐고 묻는 란의 질문에 책장에 있던 도서들 중에서 자신이 존경하던 작가의 이름을 따와서 에도가와 코난(江戸川 コナン)(한국명: 코난)으로 이름을 바꾸어 자신의 정체를 숨기고, 탐정인 모리 코고로와 모리 란의 집에 신세를 지면서 테이탄 소학교(우리나라의 초등학교에 해당, 한국명: 청솔 초등학교)에 다니게 된다. 검은 조직에 관한 단서를 추적하던 에도가와 코난은 얼떨결에 요시다 아유미(한국명: 한아름), 츠부라야 미츠히코(한국명: 박세모), 코지마 겐타(한국명: 고뭉치)와 함께 소년 탐정단을 결성하게 된다. 초등학생이 된 쿠도 신이치는 거의 항상 아가사 히로시 박사의 도움으로 만들어진 특별한 기구, 예를 들어 음성 변조기와 시계형 마취총을 이용하여 모리 코고로나 스즈키 소노코(한국명: 정보라)등의 목소리를 빌려서 여러 차례 사건을 풀어나간다.
그 때에 APTX 4869를 만든 검은 조직의 일원이었던 미야노 시호(코드네임=쉐리)(한국명: 안시호)는 자신의 언니인 미야노 아케미(한국명: 안재희)가 강도 사건과 연계되어 살해된 이후에 조직을 떠나려고 하였으나 조직에 붙잡혀 감금되었다. 이에 그녀는 자살 목적으로 APTX 4869를 먹었지만 쿠도 신이치와 같이 꼬마의 모습으로 변한다. 결국 필사적으로 탈출하여 이름을 하이바라 아이(灰原 哀)(한국명: 홍장미)로 바꾼 후, 코난이 다니는 학교에 다니게 된다. 이후에 하이바라 아이는 소년 탐정단과 함께 사건을 해결하고, 코난이 검은 조직에 대해 알아가는 것을 함께 도와주고 있다. 한편 코난의 모험은 검은 조직의 첩자인 CIA 대원 키르와 FBI를 연결시켜 주었다.

## 등장인물
- 쿠도 신이치 (에도가와 코난) / 남도일 (코난)
- 모리 란 / 유미란
- 쿠도 유사쿠 / 남건
- 쿠도 유키코 / 이하연
- 모리 코고로 / 유명한
- 아가사 히로시 / 브라운 박사
- 미야노 시호 (하이바라 아이) / 홍장미 (안시호)
- 요시다 아유미 / 한아름
- 츠부라야 미츠히코 / 박세모
- 코지마 겐타 / 고뭉치
- 스즈키 소노코 / 정보라
- 스즈키 지로키치 / 정지로
- 쿠로바 카이토 / 고희도 (괴도키드)
- 쿠로바 도이치 / 1대 괴도키드
- 키사키 에리 / 노애리
- 나카모리 경부 / 임은삼 반장
- 메구레 쥬죠 / 골한석 반장/ 골롬보 반장
- 타카기 와타루 / 신형선 형사
- 사토 미와코 / 오지인 형사
- 시라토리 닌자부로 / 백동훈 형사
- 토아마 카즈하 /서가영
- 핫토리 헤이지 /하인성
- 아카이 슈이치 /이상윤 /라이 / FBI
- 아무로 토오루(후루야 레이) / 안기준 / 버번 / 공안
- 베르무트 / 크리스 빈야드

## 용어 설명
검은 조직

쿠도 신이치에게 APTX4869를 먹여 작게 한 국제 범죄 조직이다. 진, 워커, 베르무트, 키안티, 코른, 쉐리, 큐라소, 스카치, 버본, 럼, 키르, 라이 등 조직원들의 코드명이 술 이름에서 유래되었으며(남자: 증류주/ 여자: 과실주), 대부분 검은 옷을 착용한다.
NOC

Non-official Cover의 줄임말이며, 민간인으로 가장해 조직이나 어느 특정한 곳에 잠입하는 비밀 요원을 의미한다.
현재까지 밝혀진 NOC에는 키르(미즈나시 레나= 혼도 히데미/ 한국: 손예나= 문재인), 버본(아무로 토오루= 후루야 레이/ 한국: 안기준= 강준영), 라이 (아카이 슈이치=오키야 스바루/ 한국: 이상윤=최수현), 스카치(모로후시 히로미츠), 스타우트, 아쿠아비트, 리스링이 있다.
APTX4869

APTX4869는 검은 조직이 새로 개발한, 검사를 해도 검출되지 않는 독약이다. 복용하면 사망하게 되나 일부 소수에서 부작용으로 신체가 유아기로 변형되는 상태가 되기도 한다. 복용자는 에도가와 코난(쿠도 신이치), 쉐리[하이바라 아이(미야노 시호)]이고, 베르무트가 복용하였을 가능성이 높다(베르무트는 샤론 빈야드와 그녀의 딸 크리스 빈야드와 동일인물로 FBI의 조디가 어렸을 때 만난 적이 있으나 지금까지 늙지 않고 있다). 또한 세라 마스미의 엄마인 메리 세라 또한 베르무트에 의해 APTX4869를 복용하고 중학생 정도가 되었다.
추리 메카

작아진 몸으로 사건을 해결할 수 있도록 아가사 박사가 코난에게 준 발명품이다.
손목시계형 마취총: 버튼을 누르면 마취총이 발사된다.
나비넥타이형 음성변조기: 나비넥타이에 있는 다이얼을 돌려 다양한 사람의 목소리를 낼 수 있다.
초강력 킥 운동화: 발의 지압점에 전류를 흘려보내 자극하여 일시적으로 근력을 증폭시킨다.
위치추적용 안경: 오른쪽 안경알이 스크린이 되어 방위나 지도가 표시된다. 범인에게 부착한 발신기로부터 전파를 수신해 위치를 알아낸다. 또한 도청 기능도 있다. 왼쪽 안경은 적외선 관찰기능이 있어 유용하게 쓰인다. (극장판 3기 세기말의 마술사에서는 범인이 오른쪽 눈을 맞춰 사람을 죽인다는 것을 알고 방탄 유리로 개조 되었다.)
터보 엔진 스케이트보드: 처음엔 태양열로 움직여 낮에만 사용 가능했지만 지금은 충전형으로 개조했다. (극장판 15기 침묵의 15분에서는 스노보드로, 루팡3세 VS 코난에서는 수륙양용으로 개조되었다.)
고탄력 신축 멜빵: 버튼 하나로 늘어났다 줄어들었다 하는 멜빵이다. 자동차도 들어올릴 수 있으며 최대 100m까지 늘어난다.
축구공 벨트: 다이얼을 맞춰 버튼을 누르면 축구공이 나온다. 필요에 따라 에어백 용도로도 쓰인다. 아가사 박사가 축구공을 차면 폭죽이 터지는 폭죽 발사 벨트도 만들어 주었다.
도시락형 휴대용 펙스: 도시락 모양으로 위장되어 있는 휴대용 펙스이다. 초기에만 나오고 최근엔 안 나오고 있다.
탐정 벳지: 초소형 무전기와 전파 발신기가 달려있다. 소년 탐정단(한국: 어린이 탐정단)이 모두 소지하고 있다. 전파 발신기는 위치추적용 안경에 표시된다.
귀걸이형 전화기: 귀걸이 모양으로 생긴 전화기로 나비넥타이형 음성변조기로 전화가 가능하다.

## 작품 구성
작중의 시간은 '소년 선데이'에 게재된 기간과는 상관없이, 작중 등장인물들은 나이를 먹지 않는다. 특히 신이치(남도일)와 란(유미란), 소노코(정보라)는 계속 고등학교 2학년생이며, 코난, 하이바라(홍장미), 아유미(한아름), 미츠히코(박세모), 겐타(고뭉치)는 여전히 초등학교 1학년생이다. 또한 이 만화에 국한된 것은 아니지만 TV 애니메이션도 방송 시간 절기에 맞출 수 있고, 원작에서는 겨울에 일어난 사건이 방영되는 일정에 맞춰 여름이 되거나 하는 경우도 있다.
작가 자신도 이 작품을 "추리 로맨스 코미디 만화"라고 칭할 만큼 많은 등장인물의 관계가 예전부터 아는 사람이라는 설정으로 인간 관계를 원활하게 그릴 수 있도록 되어 있다. 또한 주요 인물 사이에서는 과거의 사건에 따라 삽화가 개방적인 편이다. 대체로 이야기가 진행하면서 등장한 인물의 경우, 작품의 주요 시간축에서 이야기가 발전하기 위해서 처음부터 다른 사람과의 관계에 비해 그 변화는 상당히 빠르다.
게다가 '아카이 슈이치(한국어명: 이상윤)'를 시작으로 '오키야 스바루(한국어명: 최수현)', '세라 마스미(한국어명: 양세라)', 그리고 '아무로 토오루(한국어명: 안기준)'에 이르기까지 건담 시리즈의 주요 인물들을 소재로 문자 조합한 이름의 캐릭터가 검은 조직 관련 인물로 등장함에 따라 건담 관련 작품과의 관련성이 긴밀하게 되었다. 이로 인해 팬덤 사이에서는 명탐정 코난 내의 캐릭터 관계가 건담 시리즈처럼 되지 않을까 우려 섞인 목소리가 나오고 있다.

### 작중의 시간축
작중의 시간은 '소년 선데이'에 게재된 기간과는 상관없이, 작중 등장인물들은 나이를 먹지 않는다. 특히 신이치(남도일)와 란(유미란), 소노코(정보라)는 계속 고등학교 2학년생이며, 코난, 하이바라(홍장미), 아유미(한아름), 미츠히코(박세모), 겐타(고뭉치)는 여전히 초등학교 1학년이다. 또한 이 만화에 국한된 것은 아니지만 TV 애니메이션도 방송 시간 절기에 맞출 수 있고, 원작에서는 겨울에 일어난 사건이 방영되는 일정에 맞춰 여름이 되거나 하는 경우도 있다. 
또한 TV 애니메이션에서는 제 400화 "의혹을 가진 란"에서 쿠도 신이치가 작아진지 반 년도 되지 않았다는 것은 아니라는 것을 나타냈다. 그 후, 원작에서도 만화책 58권에 수록된 적과 흑의 크래쉬(애니 499화)에서의 "아카이의 과거" 이야기의 시점에서 10억엔 강탈 사건(만화책 제 18권에 수록된 검은 조직에서 온 여자 - 대학 교수 살인사건, 애니 129화 "검은 조직 10억엔 강탈 사건")으로 미야노 아케미가 살해되고 나서 아직 몇 개월 밖에 경과하지 않았음을 나타낸다. (영화 '탐정들의 진혼가'의 책자에 의하면, 애니메이션 제 400화 설정을 새삼 실감하도록, 성우진은 신이치가 사라진지 반 년이 되었다는 것을 생각하면서 더빙했다고 한다.)
또한, 작중에 등장하는 도구도 변화하게 된다. 신이치로의 연락 수단은 초등학생도 휴대 전화를 가진 시대가 되면서 초기의 공중 전화와 귀걸이 타입 휴대폰이 사용되지 않게 되었다. 최근에는 TV애니메이션 제 673 화 "탐정들의 야상곡 (추리)"(만화 76권 File 1 ~ File 5)에서 코난의 휴대 전화가 스마트폰으로 바뀌게 된다. 또한 연재 당시에는 수첩형(극장판 4기 참고.)이었던 "경찰 수첩"도 2002년 10월 1일부터 현실 세계에서의 "경찰 수첩"이 새로워진 배지 형태로 바뀌자 극중에서도 배지 형식 수첩으로 변경된다.
642화 카루타 카드 놀이 위기 일발(전편)에서는, 코난의 대사인 "나 참, 정초부터 감기 걸릴 줄이야."라는 대사를 보아 새해를 맞았다는 것은 알 수 있다. 다만 애니메이션 시간축은 원작을 많이 반영하고 있음에도 방영 일정에 맞추어 변경된 사례도 적지 않으며 이로 인해 원작 시간축이 애니메이션의 영향을 받기도 한다.

### 작중의 인간 관계
추리 만화면서 등장인물 간의 관계에 대한 이야기도 큰 의미를 부여하고, 등장인물의 성격이나 관계성에 착안한 이야기가 많이 등장한다. 게다가 이야기가 진행됨에 따라서 검은 조직의 내부가 공개되고 이로 인해 양자의 이야기가 혼합하고 있다. 또한 등장인물의 관계는 대부분이 코난을 둘러싼 사람과 경시청의 형사들의 연애 문제로 인해 진행되는 편이며, 2011년부터 오키야 스바루 (한국어 명칭: 최수현), 세라 마스미 (한국어 명칭: 양세라), 아무로 토오루 (한국어 명칭: 안기준) 등 신규 캐릭터와의 관계가 점진적으로 변화하며 이야기 진행이 이루어지면서 이야기에 대한 독자들의 흥미를 주고 있다.
작가 자신도 이 작품을 "추리 로맨스 코미디 만화"라고 칭하고 있을 정도로 많은 등장인물의 관계가 예전부터 아는 사람이라는 설정이고, 인간 관계를 원활하게 그릴 수 있도록 되어 있으며 또한 주요 인물 사이에서는 과거의 사건에 따라 삽화가 개방적인 편이다. 대체로 이야기가 진행하면서 등장한 인물의 경우, 작품의 주요 시간축에서 이야기가 발전하기 위해서 처음부터 다른 사람과의 관계에 비해 그 변화는 상당히 빠르다. 다만 작품 외적 요소 등의 이유로 말미암아 쿠로다 효우에 (한국어 명칭: 현병위), 와카사 루미 (한국어 명칭: 위스카 아람) 등의 신규 등장인물과 작중의 기존 등장인물 사이의 관계 등은 완급이 조절되어 진행되고 있다.

### 이야기 진행의 차이
소년 만화이면서 아이가 이해할 수 있다고 생각되지 않는 단어와 정경이 그려지기도 하며, 몇몇 TV 애니메이션 에피소드에서는 장면 자체가 생략되는 경우가 많다. 또한 몇몇 원작 내 사건의 등장 시기가 TV판에서 조정되어 나오며 필요에 따라서 원작과 다르게 묘사된 에피소드와 별개로 원작의 이야기에 부합하는 에피소드를 보여주기도 한다. 이 밖에 원작에서 자주 사용되는 "시체"라는 대사도 영상물 제작 및 방영 기준에 따라 애니메이션에서는 "사체"로 변경된다.
참고로 OVA의 이야기 구성이나 극장판 애니메이션의 스토리 구성은 상호 보완 관계에 있으며, 상황 설정 면에서 몇몇 부분은 단행본과 다르게 이루어져 있어 단행본의 줄거리와 다소 유사하지만 평행 관계에 있다. 또한 이와는 별개로 매직 카이토의 스토리 라인이나 특별판 이야기가 존재하며 드라마 줄거리의 내용도 별도의 내용으로 취급된다. 참고로 매직 카이토의 몇몇 에피소드는 애니메이션으로 방영되었고, 특별판 이야기의 두 사건 또한 방영된 바 있다.

### 다른 작품과의 연관성
작중의 큰 특징은 아오야마 고쇼의 다른 작품의 캐릭터가 출연하는 것이며, 가장 유명한 것은 '매직 카이토'의 괴도 키드이다. 원래 이 작품의 캐릭터가 아님에도 이제 레귤러 캐릭터라고 불러야 자연스러운 존재가 되어 있다. 이 작품에서는 쿠로바 카이토(한국어명: 고희도) , 나카모리 아오코(한국어명: 임청아), 나카모리 경부(한국어명: 임춘삼 반장) 등이 각 주요 역으로 출연하고 있으며, '스즈키 지로키치'(한국어명: 정지로) 영감을 통해 비정기적으로 출연하고 있다.
또한 선데이 × 매거진 창간 50 주년 기획의 일환으로 '김전일 소년의 사건부'와 공동 만화 잡지가 만들어지고, 게임 '명탐정 코난 & 김전일 소년의 사건부 - 우연히 만난 2 명의 명탐정'의 공동 기획 및 TV 애니메이션 특집 '루팡 3세 VS 명탐정 코난'에서 '루팡 3세'와의 대결(협력 수사)이 그려지는 등 다른 작가의 작품과 공연도 적극적으로 행해지고 있다.
게다가 '아카이 슈이치(한국어명: 이상윤)'를 시작으로, '오키야 스바루(한국어명: 최수현)', '세라 마스미(한국어명: 양세라)', 그리고 '아무로 토오루(한국어명: 안기준)'에 이르기까지 건담 시리즈의 주요 인물들을 소재로 문자 조합한 이름의 캐릭터가 검은 조직 관련 인물로 등장함에 따라 건담 관련 작품과의 관련성이 긴밀하게 되었다. 이로 인해 팬덤 사이에서는 명탐정 코난 내의 캐릭터 관계가 건담 시리즈처럼 되지 않을까 우려 섞인 목소리가 나오고 있다.

## 평가

### 비판

#### 추리
명탐정은 없다. 명탐정 코난 시리즈에선 어느 순간부터 추리 요소가 사라졌다.
- 송경원 <씨네 21> 기자 (화염의 해바라기 평가 중)

## 관련 매체
아오야마 고쇼는 1994년 2월 2일, 소학관의 소년 선데이에 첫 번째 챕터를 연재하기 시작하였다(아래 본문 참조). 그는 아르센 뤼팽, 셜록 홈즈와 구로사와 아키라의 사무라이 영화를 참고했고, 그에 영향을 받았다. 각각의 사건은 여러 개의 챕터로 구성되고, 캐릭터가 그들의 문제의 진상을 설명하는 끝에 해결되는 것이 가장 큰 특징이라 할 수 있다. 첫 번째 단행본은 1994년 6월 18일에 발표되었고, 70번째 단행본은 2010년 11월 18일에 발표되었으며, 시리즈는 국제적으로 'Detective Conan이라는 이름으로 발표되었다. 다만, 영어로는 'Detective Conan'(명탐정 코난)에 대한 법률적인 고려 때문에, Case Closed(사건 종결)로 이름이 바뀌어 발표되었다.
단행본의 인기에 힘입어 애니메이션도 제작되어 1996년 1월 8일부터 요미우리TV에서 방송 중이다. 대한민국에서는 2000년 1월 10일 KBS 2TV를 통해 방영이 시작되었는데, 폭력성 시비 문제가 계속 거론되어, 2000년 11월 6일 78번째 에피소드로 '명탐정의 첫 사랑'편을 방송한 후 종영하였다. 약 3년 동안 후속 에피소드들이 전혀 방송되지 않고 KBS 방송분만이 투니버스를 통해 지속적으로 재방영되다가, 이후 ㈜에스에스애니멘트에서 후속 에피소드를 수입하고 투니버스에 공급하여 투니버스를 통해 2004년 5월부터 한국어 더빙으로 방영중이다. 시즌 8까지는 매년 52개 가량의 에피소드가 방송되고 있었으나, 시즌 9 이후부티는 44개 이하의 에피소드로 축소 편성되어 방영되고 있다.
또한 2008년을 시작으로 2009년 정식 도입된 IPTV로 명탐정 코난의 한국어 녹음 버전을 쉽게 접할 수 있게 되었으며, 현재 명탐정 코난 애니메이션을 방송하고 있는 투니버스 홈페이지에서도 일부 에피소드를 무료로 감상할 수 있다. 한편 2009년 11월, 흉기의 지속적이고 직접적인 노출과 살인이나 폭력이 잔혹하게 묘사되는 등 폭력성 시비 문제가 계속 거론되어, 방송통신심의위원회의 시정 조치에 따라 기존 '7세 이상 시청가'에서 '12세 이상 시청가'로 상향 조정되었다.

### 단행본 (만화)
아오야마 고쇼는 1994년 2월 2일, 소학관의 소년 선데이에 첫 번째 챕터를 연재하기 시작하였다. 그는 아르센 뤼팽, 셜록 홈즈와 쿠로사와 아키라(Kurosawa Akira)의 사무라이 영화를 참고했고, 그에 영향을 받았다. 아오야마 고쇼가 말하기를, 만화의 각각의 사건을 만드는데 약 네 시간 정도를 사용했다 한다. 또한 독자가 이 이야기를 이해하기 쉽게 하기 위해, 아오야마 고쇼는 말을 간단하게 하려고 노력하였다고 밝혔다. 다만 다소 복잡한 사건은 스무 시간 이상 걸릴 수도 있다. 각각의 사건은 여러 개의 챕터로 구성되고, 캐릭터가 그들의 문제의 진상을 설명하는 끝에 해결된다 모든 사건으로 구성된 데이터베이스는 2007년도에 나왔다.
시리즈는 국제적으로 "Detective Conan"이라는 이름으로 발표되었다. 단행본은 중국의 Changchun Publishing House(청춘 출판사), 프랑스의 Kana, 독일의 Egmont Manga & Anime, 인도네시아의 Elex Media Komputindo 이탈리아의 Star Comics(스타 코믹스), 스웨덴의 Egmont, 노르웨이, 핀란드, 타이완의 Chingwin Publishing Group(창윈 출판사), 베트남의 Kim Dong Publishing House(김동 출판사)와 스페인어로는 Planeta DeAgostini을 비롯한 다양한 언어로 발매되었다.
다만, 영어로는 'Detective Conan'에 대한 법률적인 고려 때문에, Case Closed(사건 종결)로 이름이 바뀌어 발표되었다.

### 스핀오프

#### 범인 한자와 씨
《명탐정 코난 범인 한자와 씨》는 원작에서의 범인을 패러디한 '한자와 씨'가 주인공인 코미디 만화다.

#### 제로의 일상
《명탐정 코난 제로의 일상》은 아무로 토오루가 주인공인 일상 만화다.

### 애니메이션
대한민국에서 (현) KBS 미디어)(구) ㈜KBS 영상사업단에서 수입하고 더빙 제작하여 2000년 1월 10일부터 KBS 2TV를 통해 한국어 더빙으로 방영하였다. 그러나 작품 내의 범행 묘사의 잔인성 및 폭력성 시비 문제 등 논란의 소지가 많다는 특징 때문에 2000년 11월 6일을 마지막으로 방영되었다. 이후 투니버스를 통해 KBS 방영분만 재방영되다가 ㈜에스에스애니멘트에서 재수입하고 투니버스에 공급하여 투니버스에서 한국어 더빙을 제작하고 독점 방영했었다. 하지만 2013년 1월 1일 애니맥스에서 1화부터 방영을 시작했다. ㈜에스에스애니멘트에서는 IPTV에도 작품을 공급하여 한국어 더빙 버전과 자막 버전을 공개하고 있다.

### OVA 발매
명탐정 코난의 인기에 힘입어 명탐정 코난의 OVA가 제작되었는데, 초반에는 아오야마 단편집이나 도감 부록 OVA가 제작 및 유통되다가 현재는 명탐정 코난 관련 OVA가 매년 1편 이상씩 제작되고 있다. 참고로 OVA 내용은 그 해에 개봉되는 명탐정 코난의 극장판 애니메이션 내용과 밀접한 사건으로 꾸며지며 OVA의 내용을 통해 극장판 내용을 미루어 짐작할 수 있다. 다만 2013년부터는 OVA의 제작 및 유통을 그만두고 극장판 개봉 일정에 맞추어 연관된 OAE(오리지널 애니메이션 에피소드)등의 방영으로 극장판 홍보를 대신하고 있다. 2012년 현재까지 만들어진 OVA의 편수는 소년 선데이 OVA가 12편, MAGIC FILE형 OVA가 5편이다.

### 극장판 상영
명탐정 코난 극장판은 명탐정 코난의 인기에 힘입어서 1997년 4월 19일 일본에서 극장판 1기 《시한장치의 마천루》라는 제목으로 상영을 시작하여 2015년 《명탐정 코난: 화염의 해바라기》가 개봉되었다. 한편, 대한민국에서도 그동안 일본어 관련 추리나 한국인 정서에 맞지 않아 개봉을 꺼려하던 명탐정 코난의 극장판을 2008년 5월 1일에 상영하기로 하여 극장판 6기 《베이커가의 망령》이 상영 · 방영된 것을 시작으로, 극장판 13기《칠흑의 추적자》 이후부터는 일본과 거의 동일한 연도에 개봉 또는 방영하게 된다. 보통 일본은 4월에 개봉하며 한국에서는 8월에 개봉된다(단, 극장판 17기 《절해의 탐정》은 일본의 전범기가 출현되어 제외). 대한민국에서는(구) 온미디어, (구) CJ E&M (現 CJ ENM)(구) CJ ENM 엔터테인먼트㈜의 전신, 前 오리온그룹 계열사)의 투니버스가 수입 배급하였다.
이후 20기<순흑의 악몽>이 일본에서 4월달에 공개가 되고, 대한민국에는 8월달에 공개가 됐다. 명탐정코난 21기 극장판 진홍의 연가가 상영되었고, 이후 2018년 2월 14일 감벽의 관이 개봉됐다. 2018년 제로의 집행인이 4월에 일본, 8월에 한국에서 개봉했다. 2019년 2월 14일 전율의 악보가 CGV 단독으로 개봉했다. 4월에는 감청의 권이 일본에서 개봉하였고, 한국에서는 8월에 개봉됐다. 또한 진홍의 수학여행은 일본과 비슷한 시기에 개봉하였으며 전세계 동시개봉으로 비색의 탄환이 개봉되었다.
현재 4월 15일 코난 할로윈의 신부가 일본에서 개봉했으며 한국은 7월 개봉 예정이다

### TV 드라마
명탐정 코난의 인기에 힘입어 4개의 TV드라마(TV영화)가 제작되었다. 대한민국에서는 시리즈 3편까지 투니버스 (현) CJENM (구) CJ E&M㈜에서 수입하여, 인물 이름을 한국식으로 바꾸고 제목을 수정하여 한국어 더빙으로 투니버스를 통해 방영하였다. 한편 일본에서는 최근에 드라마 스폐셜 1탄과 3탄 사이의 이야기를 담은 총 13개의 드라마 에피소드를 방영하였으며, 극장판 16기 개봉 기념 드라마 스페셜을 기획하여 방영한 것으로 알려졌다. 이후 ㈜대원방송이 간접 수입하여 한국어 자막으로 애니원TV와 애니박스를 통해 방영되었지만 현재는 재방이 없는 상태이다.

### 오디오 CD
명탐정 코난 음악의 대부인 오노 카츠오는 명탐정 코난을 위해 노래를 작곡하였다. 2013년 12월을 기준으로, 지금까지 25개의 CD가 나왔다. 프렌차이즈의 각각의 필름은 그들 소유의 사운드 트랙이 있고, TV 에피소드에 있는 사운드 트랙의 모음은 7개의 CD이며 후에 추가될 수가 있다. 현재까지 발매된 오디오 CD는 2014년 4월 기준으로 영화 OST 19개, 사운드 트랙 4개, 악곡 모음집 3개, 기타 테마집 2개 등 총 28개이다.
주제곡 & 테마곡
- "명탐정 코난 주제가집"(1996/12/16)
- THE BEST OF DETECTIVE CONAN
  - THE BEST OF DETECTIVE CONAN ~ 명탐정 코난 테마 곡집 ~ (2000/11/29)
  - THE BEST OF DETECTIVE CONAN 2 ~ 명탐정 코난 테마 곡집 2 ~ (2003/12/10)
  - THE BEST OF DETECTIVE CONAN ~ The Movie Theme Collection ~ (2006/12/13)
  - THE BEST OF DETECTIVE CONAN 3 ~ 명탐정 코난 테마 곡집 3 ~ (2008/8/6)
  - THE BEST OF DETECTIVE CONAN 4 ~ 명탐정 코난 테마 곡집 4 ~ (2011/12/14)
  - "명탐정 코난 Drama CD '소년 탐정단이 내민 도전장' ~ "(2012/7/18)

극장판 테마곡
- "명탐정 코난" 오리지널 사운드 트랙[37] (1996/1/25)
- "명탐정 코난" 오리지널 사운드 트랙 1 (1996/2/21)
- "명탐정 코난" 오리지널 사운드 트랙 2 (1996/5/2)
- "명탐정 코난" 오리지널 사운드 트랙 3 (1996/11/25)
- "명탐정 코난 시한 장치의 마천루" 오리지널 사운드 트랙 (1997/4/23)
- "명탐정 코난" 이미지 송 앨범 ~ 내가 있어 ~ (1997/10/22)
- "명탐정 코난" 오리지널 사운드 트랙 슈퍼 베스트 (1997/11/27)
- "명탐정 코난 14 번째의 표적" 오리지널 사운드 트랙 (1998/4/15)
- "명탐정 코난 세기말의 마술사" 오리지널 사운드 트랙 (1999/4/14)
- "명탐정 코난 눈동자 속의 암살자" 오리지널 사운드 트랙 (2000/4/12)
- "명탐정 코난 천국으로의 카운트 다운" 오리지널 사운드 트랙 (2001/4/11)
- "명탐정 코난 베이커 거리의 망령" 오리지널 사운드 트랙 (2002/4/17)
- "명탐정 코난" 오리지널 사운드 트랙 4 ~ 서둘러라! 소년 탐정단 ~ (2002/4/25)
- "명탐정 코난 미궁의 십자로" 오리지널 사운드 트랙 (2003/4/16)
- "명탐정 코난" 오리지널 사운드 트랙 슈퍼 베스트 2 (2003/12/17)
- "명탐정 코난 은빛 날개의 마술사" 오리지널 사운드 트랙 (2004/4/14)
- "명탐정 코난 수평선상의 음모" 오리지널 사운드 트랙 (2005/4/6)
- "추억들 ~ 추억 ~ / 내가 있어 ~ 코난의 테마 ~"(2005/12/28)
- "명탐정 코난 테이탄 소학교에 전원 집합!" 명탐정 코난 캐릭터 집 (2006/1/25)
- "명탐정 코난 탐정들의 진혼가" 오리지널 사운드 트랙 (2006/4/12)
- "명탐정 코난 감벽의 관" 오리지널 사운드 트랙 (2007/4/18)
- "명탐정 코난" 오리지널 사운드 트랙 Selection BEST (2007/12/5)
- "명탐정 코난 전율의 악보" 오리지널 사운드 트랙 (2008/4/16)
- "명탐정 코난 칠흑의 추적자" 오리지널 사운드 트랙 (2009/4/15)
- "명탐정 코난 천공의 난파선" 오리지널 사운드 트랙 (2010/4/14)
- "명탐정 코난 침묵의 15 분" 오리지널 사운드 트랙 (2011/4/17)
- "명탐정 코난 11명째의 스트라이커" 오리지널 사운드 트랙 (2012/4/11)
- "명탐정 코난 절해의 탐정" 오리지널 사운드 트랙 (2013/4/17)
- "루팡 3세 VS 명탐정 코난" 오리지널 사운드 트랙 (2013/12/4)
- "명탐정 코난 이차원의 저격수" 오리지널 사운드 트랙 (2014/4/16)
- "명탐정 코난 화염의 해바라기" 오리지널 사운드 트랙 (2015/8/2)
- "명탐정 코난 순흑의 악몽" 오리지널 사운드 트랙 (2016/8/1)
- "명탐정 코난 진홍의 연가" 오리지널 사운드 트랙 (2017/4/16)
- "명탐정 코난 제로의 집행인" 오리지널 사운드 트랙
- "명탐정 코난 감청의 권" 오리지널 사운드 트랙
- "명탐정 코난 비색의 탄환" 오리지널 사운드 트랙

### 비디오 게임
명탐정 코난의 비디오 게임은 "명탐정 코난 지하 유원지 살인 사건"이 게임 보이를 통해 1996년 12월 27일에 발매된 것을 시작으로, 2009년 2월 4일에 발매된 닌텐도 DS용 게임인 "명탐정 코난 & 김전일 소년의 사건부 우연히 만난 2명의 명탐정"이 출시되면서 개수가 18개로 늘어나게 되었으며, 관련 비디오 게임이 해마다 출시될 예정이므로 앞으로도 비디오 게임의 개수가 늘어날 수 있다고 한다. 현재까지 발매된 비디오 게임은 2014년 4월 기준으로 닌텐도(게임보이 제외) 8개, 플레이스테이션 8개, 게임보이 7개, 원더스완 3개 등 총 23개이다.
원더스완
- 명탐정 코난 마술사의 도전장! (1999년 8월 5일 발매)
- 명탐정 코난 서쪽의 명탐정 최대의 위기! (2000년 7월 27일 발매)
- 명탐정 코난 황혼의 공주 (2001년 4월 15일 발매)

게임보이
- 명탐정 코난 지하 유원지 살인 사건 (1996년 12월 27일 발매)
- 명탐정 코난 의혹의 호화 열차　(1998년 8월 7일 발매)
- 명탐정 코난 계략 사원 살인 사건 (2000년 2월 24일 발매)
- 명탐정 코난 기암 섬 비보 전설 (2000년 3월 31일 발매)
- 명탐정 코난 저주받은 항로 (2001년 6월 1일 발매)
- 명탐정 코난 표적이 된 탐정 (2003년 7월 25일 발매)
- 명탐정 코난 새벽의 모뉴먼트 (2005년 4월 21일 발매)

플레이스테이션 시리즈
- 명탐정 코난 (1998년 11월 19일 발매, PS1)
- 명탐정 코난 3 명의 이름 추리 (2000년 8월 10일 발매, PS1)
- 명탐정 코난 최고의 파트너 (파트너) (2002년 4월 25일 발매, PS1)
- 명탐정 코난 THE 보드 게임 (2002년 8월 29일 발매, PS1)
- 명탐정 코난 트릭 트릭 vol.0 (비매품)
- 명탐정 코난 트릭 트릭 vol.1 (2003년 4월 17일 발매, PS1)
- 명탐정 코난 대영제국의 유산 (2004년 11월 18일 발매, PS2)
- 명탐정 코난 과거의 전주곡 (2012년 4월 19일 발매, PSP)

Wii & 닌텐도 DS 계열
- 명탐정 코난 탐정력 트레이너 (2007년 4월 5일 발매, DS)
- 명탐정 코난 추억의 환상 (미라쥬) (2007년 5월 17일 발매, Wii)
- 명탐정 코난 사라진 박사와 틀림 그림 찾기의 탑 (2008년 4월 3일 발매, DS)
- 명탐정 코난 & 김전일 소년의 사건부 우연히 만난 2명의 명탐정 (2009년 2월 4일 발매, DS)
- 명탐정 코난 푸른 보석의 윤무곡 (2011년 4월 21일 발매, DS)
- 명탐정 코난 과거의 전주곡 (2012년 4월 19일 발매, DS)
- 명탐정 코난 마리오네트 교향곡 (2013년 4월 25일 발매, 3DS)
- 명탐정 코난 팬텀 광시곡 (2014년 4월 17일 발매, 3DS)

공략집(가이드북)
- 명탐정 코난 의혹의 호화 열차 공식 가이드북
- 명탐정 코난 저주받은 항로 공식 가이드북
- 명탐정 코난 표적이 된 탐정 GBA 공식 가이드북
- 명탐정 코난 새벽의 모뉴먼트 GBA 공식 가이드북
- 명탐정 코난 공식 가이드 북 "동급생 살인 사건" 전뇌 추리 파일
- 명탐정 코난 3 명의 이름 추리 공식 가이드북
- 명탐정 코난 대영제국의 유산 공식 가이드북
- 명탐정 코난 마술사의 도전장! 완전 공략본

## 참고 사항
1. ↑  대한민국에서는 ⓒ GOSHO AOYAMA / YTV / TMS / SHOGAKUKAN / DETECTIVE CONAN COMMITEE Under License Produced by TMS ENTERTAINTMENT, LTD로 표기하고 있다 All rights reserved.
2. ↑  “Detective Conan Official manga website” (일본어). Shogakukan. 2011년 6월 2일에 원본 문서에서 보존된 문서. 2009년 6월 11일에 확인함.
3. 1 2  “Detective Conan staff” (일본어). Yomiuri Telecasting Corporation. 2009년 4월 13일에 확인함.
4. ↑  “Detective Conan”. TMS Entertainment. 2011년 1월 3일에 원본 문서에서 보존된 문서. 2010년 12월 9일에 확인함.
5. 1 2  “「만화」네티즌, 애니메이션 <명탐정 코난> 종영 아쉽다”. 동아일보. 2000년 11월 8일. 2011년 6월 20일에 확인함.
6. 1 2  기존 오리온 계열사인 온미디어가 CJ그룹으로 인수 합병하여, 현재 과학기술정보통신부에서 허가된 CJ ENM의 어린이 채널이다.
7. 1 2 3  “Case Closed FAQ”. Funimation Entertainment. 2004년 3월 27일에 원본 문서에서 보존된 문서. 2010년 10월 3일에 확인함.
8. ↑  Aoyama, Gosho (2004년 9월 7일). 〈File 2〉. 《Case Closed》 1. Viz Media. 44쪽. ISBN 1-59116-327-7.
9. 1 2  Aoyama, Gosho (2004년 9월 7일). 〈File 2〉. 《Case Closed》 1. Viz Media. 56–57쪽. ISBN 1-59116-327-7.
10. ↑  Aoyama, Gosho (1995년 7월 18일). 〈File 6. 結成!少年探偵団〉 [File 6. Formation! The Detective Boys]. 《名探偵 コナン》 [Detective Conan] (일본어). Volume 6. Shogakukan. ISBN 4-09-123376-7.
11. ↑  박, 지하 (2010년 6월 17일). “어른들의 어린 시절 환상 대변자 ‘명탐정 코난’”. 동아일보.
12. ↑  Aoyama, Gosho (1998년 1월 17일). 〈File 8. コードネーム・シェリー〉 [File 8. Code Name Sherry]. 《名探偵 コナン》 [Detective Conan] (일본어). Volume 18. Shogakukan. ISBN 4-09-125048-3.
13. ↑  Aoyama, Gosho (2007년 7월 18일). 〈File 7. 姉弟〉 [File 7. Older Sister and Younger Brother]. 《名探偵 コナン》 [Detective Conan] (일본어). Volume 58. Shogakukan. ISBN 978-4-09-121155-2.
14. ↑  https://search.naver.com/search.naver?where=nexearch&sm=tab_etc&mra=bkEw&pkid=68&os=2238404&qvt=0&query=%EB%AA%85%ED%83%90%EC%A0%95%20%EC%BD%94%EB%82%9C%20%3A%20%ED%99%94%EC%97%BC%EC%9D%98%20%ED%95%B4%EB%B0%94%EB%9D%BC%EA%B8%B0%20%EA%B4%80%EB%9E%8C%ED%8F%89
15. 1 2  “Case Closed- Profiles”. Viz Media. 2009년 6월 13일에 원본 문서에서 보존된 문서. 2009년 6월 12일에 확인함.
16. 1 2  Amano, Masanao; Wiedemann, Julius (2004년 9월). 《Manga Design》. Volume 1. Taschen. ISBN 978-3-822825-91-4.
17. ↑  “Detective Conan Vol 70” (일본어). Shogakukan. 2011년 1월 3일에 원본 문서에서 보존된 문서. 2010년 11월 19일에 확인함.
18. ↑  방송통신심의위원회 의결번호: 제2009-방송-36-983호
19. ↑  어린이 만화 '선정성, 폭력성' 도 넘어, KBS 뉴스 9, 2009년 11월 19일
20. ↑  Furukawa, Takuya; Gene, Tim (2008년 3월 25일). 《The Case Closed Casebook: An Essential Guide》. DH Publishing. ISBN 1-93289-730-5.
21. ↑  “Detective Conan Official manga website” (일본어). Shogakukan. 2011년 6월 2일에 원본 문서에서 보존된 문서. 2009년 6월 11일에 확인함.
22. 1 2  “｢名探偵コナン、最終回の構想できている｣” [Detective Conan's ending made] (일본어). Sankei Shimbun. 2010년 10월 2일. 2008년 2월 12일에 원본 문서에서 보존된 문서. 2010년 12월 3일에 확인함.“Sankei Shimbun interview translated”. Anime News Network. 2010년 10월 2일. 2010년 12월 3일에 확인함.
23. ↑  “Database Opens for Every Detective Conan's Case Closed”. Anime News Network. 2007년 5월 29일. 2009년 4월 10일에 원본 문서에서 보존된 문서. 2009년 5월 5일에 확인함.
24. ↑  “Detective Conan database” (일본어). Shogakukan. 2010년 11월 28일에 확인함.
25. ↑  “《名侦探柯南》01” [Detective Conan Vol 01] (중국어). Changchun Publishing House. 2011년 7월 23일에 원본 문서에서 보존된 문서. 2010년 10월 10일에 확인함.
26. ↑  “Détective Conan” (프랑스어). Kana. 2011년 1월 3일에 원본 문서에서 보존된 문서. 2010년 11월 28일에 확인함.
27. ↑  “Detektiv Conan” (독일어). Egmont Manga & Anime. 2011년 1월 3일에 원본 문서에서 보존된 문서. 2010년 10월 28일에 확인함.
28. ↑  “Detektif Conan 57” (인도네시아어). Elex Media Komputindo. 2011년 1월 3일에 원본 문서에서 보존된 문서. 2010년 12월 9일에 확인함.
29. ↑  “Detective Conan” (이탈리아어). Star Comics. 2011년 1월 3일에 원본 문서에서 보존된 문서. 2010년 12월 9일에 확인함.
30. ↑  “Mästerdetektiven Conan” [Detective Conan] (스웨덴어). Sfbok.se. 2010년 12월 20일에 원본 문서에서 보존된 문서. 2010년 12월 28일에 확인함.
31. ↑  “Mesterdetektiven Conan” [Detective Conan] (노르웨이어). Egmont. 2011년 1월 3일에 원본 문서에서 보존된 문서. 2010년 11월 28일에 확인함.
32. ↑  “Salapoliisi Conan” [Detective Conan] (핀란드어). Egmont. 2011년 1월 3일에 원본 문서에서 보존된 문서. 2010년 11월 28일에 확인함.
33. ↑  “名偵探柯南” [Detective Conan] (중국어). Chingwin Publishing Group. 2011년 1월 3일에 원본 문서에서 보존된 문서. 2010년 12월 10일에 확인함.
34. ↑  “Thám tử lừng danh Conan – Tập 59” [Detective Conan: Vol 59] (베트남어). Kim Dong Publishing House. 2008년 2월 8일에 원본 문서에서 보존된 문서. 2010년 12월 9일에 확인함.
35. ↑  “Detective Conan Vol. 2 Nº 68” [Detective Conan Vol. 2 No. 68] (스페인어). Planeta DeAgostini. 2011년 7월 26일에 원본 문서에서 보존된 문서. 2010년 11월 28일에 확인함.
36. ↑  “Detectiu Conan (Català) Vol. 1 Nº 08” [Detective Conan (Catalan) Vol. 1 No.08] (카탈루냐어). Planeta DeAgostini. 2011년 7월 26일에 원본 문서에서 보존된 문서. 2010년 11월 28일에 확인함.
37. ↑  "메인 테마"를 포함한 3 곡의 싱글 CD이다.
38. ↑  “Meitantei Conan: Chika”. Gamespot. 2008년 7월 25일에 원본 문서에서 보존된 문서. 2010년 2월 3일에 확인함.
39. ↑  반다이 (편집.). “Detective Conan & Kindaichi shōnen no jikenbo Home Page”.